# Bragi Boddason
Bragi Boddason, apodado El Viejo (en nórdico antiguo: Bragi skáld inn gamli Boddason), fue un poeta de la corte que sirvió varios reyes suecos como Ragnar Lodbrok, Eysteinn Beli y Björn på Håga que reinaron en la primera mitad del siglo IX. Bragi es considerado el primer poeta escaldo, y es el más antiguo del cual se sabe su nombre y se conoce su poesía.

## Eddas
En su Edda, Snorri Sturluson cita muchas estrofas atribuidas a Boddason, especialmente pasajes del Ragnarsdrápa, un poema supuestamente compuesto en honor del famoso vikingo legendario Ragnar Lodbrok que describe imágenes de un escudo decorado que Ragnar habría dado a Bragi. 
Las imágenes incluían a Thor pescando a Jörmungandr, a Gefjun arando Selandia del suelo de Suecia, el ataque de Hamdir y Sorli contra el rey Jörmunrekk, y la batalla interminable entre Hedin y Högni.

## Landnámabók
En Landnámabók se menciona que Bragi se casó con Lopthœna la hija de Erpr lútandi, otro escaldo que sirvió al rey sueco Eysteinn Beli. Ambos estaban entre los antepasados del escaldo Gunnlaugr Ormstunga.